# Şeref Alemdar
Şeref Alemdar, né le 10 juillet 1917 et mort à la fin du XXe siècle, est un ancien joueur turc de basket-ball.